# El lado oscuro del corazón
El lado oscuro del corazón é um filme de drama argentino de 1992 dirigido e escrito por Eliseo Subiela. Foi selecionado como representante da Argentina à edição do Oscar 1993, organizada pela Academia de Artes e Ciências Cinematográficas.

## Elenco
- Darío Grandinetti - Oliverio
- Sandra Ballesteros - Ana
- Nacha Guevara - Morte
- André Melançon - Erik
- Jean Pierre Reguerraz - Gustavo
- Mónica Galán - ex-esposa
- Inés Vernengo - cega